# Scopula emissaria
Scopula emissaria là một loài bướm đêm trong họ Geometridae.